# Роман (річка)
Роман — річка в Україні, у Іршавському й Берегівському районах Закарпатської області. Ліва притока Чорної Води (басейн Дунаю).

## Опис
Довжина річки 26 км, похил річки — 3,2 м/км. Площа басейну 219 км².

## Розташування
Бере початок у Добробратовому. Спочатку тече на південний, а потім на північний захід і на північному заході від Чикош-Горонди впадає в річку Чорну Воду, ліву притоку Керепця.
Населені пункти вздовж берегової смуги: Дунковиця, Горбок, Берегуйфалу.
Річку перетинає автомобільна дорога Н09

## Цікавий факт
Після Берегуйфалу річка каналізована і називається каналом Мерце.